# 宮前川 (埼玉県)
宮前川（みやまえがわ）は、埼玉県さいたま市西区を流れる荒川水系の普通河川である。鴨川の支流。さいたま市が管理している。

## 地理
さいたま市西区大字清河寺の農地に水源を発し、概ね南東方向に流れ、宮前町に入り宮前インターチェンジと交差し、同地区東境を流れる鴨川にさいたま市立宮前小学校の南側付近で合流する。
下流部では新大宮バイパス（国道17号）が建設され、水路が直線化され河川本来の自然の姿は失われつつある。上流部は宅地化が進んでおらず、比較的本来の姿のままである。宮前町西部から流れてくる支流もある。

## 支流
- 清河寺水路（暗渠）

## 橋梁
- （西大宮バイパス）
- （川越線）
- （埼玉県道216号上野さいたま線）
- （新大宮バイパス）
- 水崎橋